# 野上郵便局
野上郵便局（のかみゆうびんきょく）は和歌山県海草郡紀美野町にある郵便局。民営化前の分類では集配特定郵便局であった。

## 概要
住所：〒640-1131 和歌山県海草郡紀美野町動木96番地1
郵政民営化後の2008年（平成20年）に新局舎に移転した際、併設していた郵便事業海南支店野上集配センターは移転せず元位置で営業を続けた。2012年（平成24年）の日本郵便株式会社の発足にあたり全国の集配センターの多くは併設郵便局に統合されたが、同集配センターは別立地となっていたことから、海南郵便局の野上集配分室として分離された。

## 沿革
- 1874年（明治7年）4月1日 - 動木（とどろき）郵便取扱所として開設[1]。
- 1875年（明治8年）1月1日 - 動木郵便局（五等）となる[1]。
- 1882年（明治15年） - 為替・貯金取扱を開始[1]。
- 1903年（明治36年）2月6日 - 動木郵便電信局となる[1]。
- 1903年（明治36年）4月1日 - 通信官署官制の施行に伴い動木郵便局となる[1]。
- 1911年（明治44年）8月16日 - 野上（のじょう）郵便局に改称[1]。
- 19xx年 - 野上（のがみ）郵便局に改称。
- 2007年（平成19年）10月1日 - 民営化に伴い、併設された郵便事業海南支店野上集配センターに一部業務を移管
- 2010年（平成22年）10月12日 - 紀美野町動木110番地1より同96番地1に移転。郵便局の単独店舗となり、郵便番号が〒640-1199から〒640-1131に変更[2]
- 2012年（平成24年）10月1日 - 日本郵便株式会社の発足に伴い、郵便事業海南支店野上集配センターが海南郵便局野上集配分室になる。

## 取扱内容
- 郵便、印紙、ゆうパック、内容証明
- 貯金、為替、振替、振込、国際送金、国債
- 生命保険、バイク自賠責保険
- ゆうちょ銀行ATM

## 風景印
- 図案は生石高原とハイカー。局名表記は「野上」
- 使用開始日は1976年7月1日

## 周辺
- 紀美野町役場
- 和歌山県立海南高等学校大成校舎
- 国道370号

## アクセス
- 駐車場あり：7台